# Асен (име)
Вижте пояснителната страница за други значения на Асен.
Асѐн (старобългарски: АСѢNЬ, АСѢН, Асѣнь и асѣнь; 18 в.: асѣнь и асèнъ; 19 в.: Асèнъ) е българско мъжко лично име. Широко е разпространено в България след „История славянобългарска“ на отец Паисий Хилендарски в края на XVIII век. То се налага наред с, а някъде и измества, други царски имена като Константин и Александър.
Според Драгомир Петров – преводач, поет, есеист, антрополог, предвид изследваните исторически взаимовръзки от Проф. Петър Мутафчиев, името има старобългарски произход и означава „благороден вълк“, през „О-сен“ (село Осеновлак) към „А-сен“ – Асен.
През Средновековието Асен е династичното име на успешните български царе: братята Иван Асен I (1190 – 1196), Петър IV (1185 – 1197) и Калоян (Йоаница, Йоан II, Ioan II и Kalojan Asen) – (1197 – 1207), както и на Иван (Йоан)-Асен II (1218 – 24.VI.1241). Династията Асен/евци управлява България с още 7 царе общо около 100 години непрекъснато през XII – XIII век. От втората половина на XIII век в пределите на Пелопонес се установява и развива нов клон на рода Асен/евци – владетели на деспотство Морея до края на XIV век.
Друга форма на името: Асеница (м.р.)
Женски имена, производни от Асен, Асеница: Ася, Асяна, Асенка (по-рядко)
Фамилни имена, производни от Асен, Асеница: Асенови, Асянчини и под.